# Adam Masina
Adam Masina (ur. 2 stycznia 1994 w Churibce) – marokańsko-włoski piłkarz, występujący na pozycji obrońcy we włoskim klubie Torino oraz w reprezentacji Maroka. Uczestnik Pucharu Narodów Afryki 2021.  
Wychowanek Bologny, w swojej karierze występował m.in. w takich klubach jak: Watford czy Udinese. Były młodzieżowy reprezentant Włoch. 